# Champions Challenge de hockey sobre hierba masculino de 2012
El VII Champions Challenge de Hockey sobre Hierba Masculino 2012 se celebrara en Quilmes (Argentina) entre el 24 de noviembre y el 2 de diciembre de 2012. El evento es organizado por la Federación Internacional de Hockey (FIH).

## Clasificación
La Federación Internacional de Hockey anunció los equipos clasificados para este torneo:
- Argentina (País local)
- Corea del Sur (Octavo lugar en el Champions Trophy 2011)
- Irlanda (Campeón del Champions Challenge II 2011)
- Sudáfrica (Tercer lugar en el Champions Challenge 2011)
- Malasia (Quinto en el Champions Challenge 2011)
- Polonia (Sexto en el Champions Challenge 2011)
- Japón (Séptimo en el Champions Challenge 2011)
- Canadá (Octavo en el Champions Challenge 2011)

## Grupos
| Grupo A       | Grupo B   |
| ------------- | --------- |
| Canadá        | Argentina |
| Corea del Sur | Sudáfrica |
| Malasia       | Japón     |
| Polonia       | Irlanda   |

## Calendario y resultados

### Primera fase

#### Grupo A
| Equipo        | J | G | E | P | GF | GC | DG | PTS |
| ------------- | - | - | - | - | -- | -- | -- | --- |
| Malasia       | 3 | 3 | 0 | 0 | 12 | 4  | 8  | 9   |
| Polonia       | 3 | 1 | 1 | 1 | 8  | 11 | -3 | 4   |
| Corea del Sur | 3 | 1 | 0 | 2 | 8  | 9  | -1 | 3   |
| Canadá        | 3 | 0 | 1 | 2 | 5  | 9  | -4 | 1   |

- Resultados

| Fecha | Hora¹ | Partido       | Partido | Partido       | Resultado |
| ----- | ----- | ------------- | ------- | ------------- | --------- |
| 24.11 | 10:00 | Corea del Sur | -       | Canadá        | 2-0       |
| 24.11 | 12:30 | Malasia       | -       | Polonia       | 4-0       |
| 25.11 | 10:00 | Canadá        | -       | Polonia       | 3-3       |
| 25.11 | 12:30 | Malasia       | -       | Corea del Sur | 4-2       |
| 27.11 | 08:30 | Corea del Sur | -       | Polonia       | 4-5       |
| 27.11 | 11:30 | Canadá        | -       | Malasia       | 4-2       |

#### Grupo B
| Equipo    | J | G | E | P | GF | GC | DG | PTS |
| --------- | - | - | - | - | -- | -- | -- | --- |
| Argentina | 3 | 3 | 0 | 0 | 10 | 5  | 5  | 9   |
| Japón     | 3 | 1 | 1 | 1 | 8  | 9  | -1 | 4   |
| Irlanda   | 3 | 1 | 0 | 2 | 6  | 8  | -2 | 3   |
| Sudáfrica | 3 | 0 | 0 | 3 | 6  | 9  | -3 | 1   |

- Resultados

| Fecha | Hora¹ | Partido   | Partido | Partido   | Resultado |
| ----- | ----- | --------- | ------- | --------- | --------- |
| 24.11 | 15:00 | Sudáfrica | -       | Japón     | 4-4       |
| 24.11 | 17:30 | Argentina | -       | Irlanda   | 4-3       |
| 25.11 | 15:00 | Irlanda   | -       | Japón     | 0-3       |
| 25.11 | 17:30 | Sudáfrica | -       | Argentina | 1-2       |
| 27.11 | 13:30 | Irlanda   | -       | Sudáfrica | 3-1       |
| 27.11 | 16:00 | Argentina | -       | Japón     | 4-1       |

### Segunda ronda
|  | Cuartos de final        | Cuartos de final       |                        |                | Semifinales            | Semifinales            |  |  | Final                  | Final |
|  |                         |                        |                        |                |                        |                        |  |  |                        |       |
|  | 29 de noviembre de 2012 |                        |                        |                |                        |                        |  |  |                        |       |
|  |                         |                        |                        |                |                        |                        |  |  |                        |       |
|  | Malasia                 | 4                      |                        |                |                        |                        |  |  |                        |       |
|  | Malasia                 | 4                      | 1 de diciembre de 2012 |                |                        |                        |  |  |                        |       |
|  | Sudáfrica               | 1                      |                        |                |                        |                        |  |  |                        |       |
|  | Sudáfrica               | 1                      | Malasia                | 3              |                        |                        |  |  |                        |       |
|  | 29 de noviembre de 2012 |                        | Malasia                | 3              |                        |                        |  |  |                        |       |
|  |                         | Corea del Sur          | 6                      |                |                        |                        |  |  |                        |       |
|  | Japón                   | Corea del Sur          | 6                      | 2              |                        |                        |  |  |                        |       |
|  | Japón                   |                        | 2 de diciembre de 2012 | 2              |                        |                        |  |  |                        |       |
|  | Corea del Sur           | 3                      |                        |                |                        |                        |  |  |                        |       |
|  | Corea del Sur           | 3                      | Corea del Sur          | 0              |                        |                        |  |  |                        |       |
|  | 29 de noviembre de 2012 |                        | Corea del Sur          | 0              |                        |                        |  |  |                        |       |
|  |                         | Argentina              | 5                      |                |                        |                        |  |  |                        |       |
|  | Polonia                 | Argentina              | 5                      | 0              |                        |                        |  |  |                        |       |
|  | Polonia                 | 1 de diciembre de 2012 |                        | 0              |                        |                        |  |  |                        |       |
|  | Irlanda                 | 2                      |                        |                |                        |                        |  |  |                        |       |
|  | Irlanda                 | 2                      | Irlanda                | 1              | Tercer y cuarto puesto | Tercer y cuarto puesto |  |  |                        |       |
|  | 29 de noviembre de 2012 |                        | Irlanda                | 1              | Tercer y cuarto puesto | Tercer y cuarto puesto |  |  |                        |       |
|  |                         | Argentina              | 2                      |                |                        |                        |  |  |                        |       |
|  | Argentina               | Argentina              | 2                      | 5              | Malasia                | 3                      |  |  |                        |       |
|  | Argentina               |                        |                        | 5              | Malasia                | 3                      |  |  |                        |       |
|  | Canadá                  | 1                      |                        | Irlanda (pro.) | 4                      |                        |  |  |                        |       |
|  | Canadá                  | 1                      |                        |                | 4                      |                        |  |  |                        |       |
|  |                         |                        |                        |                |                        |                        |  |  | 2 de diciembre de 2012 |       |
|  |                         |                        |                        |                |                        |                        |  |  |                        |       |

|  | Perdedores de cuartos  | Perdedores de cuartos  |   |                        | 5º puesto              | 5º puesto |  |
|  |                        |                        |   |                        |                        |           |  |
|  |                        |                        |   |                        |                        |           |  |
|  | 1 de diciembre de 2012 |                        |   |                        |                        |           |  |
|  | Sudáfrica              | 1                      |   |                        |                        |           |  |
|  | Japón                  | 2                      |   |                        |                        |           |  |
|  |                        |                        |   |                        |                        |           |  |
|  |                        |                        |   |                        | 2 de diciembre de 2012 |           |  |
|  |                        |                        |   |                        | Japón                  | 4         |  |
|  |                        | Canadá                 | 2 |                        |                        |           |  |
|  |                        |                        |   |                        |                        |           |  |
|  |                        |                        |   |                        |                        |           |  |
|  |                        |                        |   |                        | 7º puesto              |           |  |
|  | 1 de diciembre de 2012 | 1 de diciembre de 2012 |   | 2 de diciembre de 2012 | 2 de diciembre de 2012 |           |  |
|  | Polonia                | 2                      |   | Sudáfrica              | 4                      |           |  |
|  | Canadá                 | 4                      |   |                        | Polonia                | 2         |  |

#### Cuartos de final
| Fecha | Hora¹ | Partido   | Partido | Partido       | Resultado |
| ----- | ----- | --------- | ------- | ------------- | --------- |
| 24.11 | 15:00 | Malasia   | -       | Sudáfrica     | 4-1       |
| 24.11 | 17:30 | Japón     | -       | Corea del Sur | 2-3       |
| 25.11 | 15:00 | Irlanda   | -       | Polonia       | 4-0       |
| 25.11 | 17:30 | Argentina | -       | Canadá        | 5-1       |

#### Ronda del quinto al octavo lugar

##### Semifinales
| Fecha | Hora¹ | Partido   | Partido | Partido | Resultado |
| ----- | ----- | --------- | ------- | ------- | --------- |
| 01.12 | 08:30 | Sudáfrica | -       | Japón   | 1-2       |
| 01.12 | 11:30 | Polonia   | -       | Canadá  | 2-4       |

##### Partido por el séptimo puesto (7°-8°)
| Fecha | Hora¹ | Partido   | Partido | Partido | Resultado |
| ----- | ----- | --------- | ------- | ------- | --------- |
| 02.12 | 08:30 | Sudáfrica | -       | Polonia | 4-2       |

##### Partido por el quinto puesto (5°-6°)
| Fecha | Hora¹ | Partido | Partido | Partido | Resultado |
| ----- | ----- | ------- | ------- | ------- | --------- |
| 02.12 | 11:00 | Japón   | -       | Canadá  | 4-2       |

#### Ronda del primer al cuarto lugar

##### Semifinales
| Fecha | Hora¹ | Partido | Partido | Partido   | Resultado |
| ----- | ----- | ------- | ------- | --------- | --------- |
| 01.12 | 14:00 | Malasia | -       | Japón     | 3-6       |
| 01.12 | 17:00 | Irlanda | -       | Argentina | 1-2       |

##### Partido por el tercer lugar (3°-4°)
| Fecha | Hora¹ | Partido | Partido | Partido | Resultado  |
| ----- | ----- | ------- | ------- | ------- | ---------- |
| 02.12 | 14:00 | Malasia | -       | Irlanda | 3-4 (Pro.) |

##### Final
| Fecha | Hora¹ | Partido       | Partido | Partido   | Resultado |
| ----- | ----- | ------------- | ------- | --------- | --------- |
| 02.12 | 17:00 | Corea del Sur | -       | Argentina | 0-5       |

## Premios y reconocimientos
| Mayor goleador | Jugador del torneo | Arquero del Torneo | Premio al juego limpio |
| -------------- | ------------------ | ------------------ | ---------------------- |
| Jang Jong-Hyun | Lucas Vila         | David Harte        | Japón                  |

## Estadísticas

### Clasificación final
1. Argentina
2. Corea del Sur
3. Irlanda
4. Malasia
5. Japón
6. Canadá
7. Sudáfrica
8. Polonia